# فين روبرتسون
فين روبرتسون (بالإنجليزية: Finn Robertson)‏ هو ملحن أسترالي، ولد في 13 سبتمبر 1981.

## وصلات خارجية
- الموقع الرسمي
- فين روبرتسون على موقع IMDb (الإنجليزية)